# Sphrageidus incommoda
Sphrageidus incommoda är en fjärilsart som beskrevs av Butler 1882. Sphrageidus incommoda ingår i släktet Sphrageidus och familjen tofsspinnare. Inga underarter finns listade i Catalogue of Life.